# Kanton Beaulieu-sur-Dordogne
Beaulieu-sur-Dordogne is een voormalig kanton van het Franse departement Corrèze. Het kanton maakte deel uit van het arrondissement Brive-la-Gaillarde. Het werd opgeheven bij decreet van 24 februari 2014, met uitwerking op 22 maart 2015. Alle gemeenten werden opgenomen in het nieuwe kanton Midi Corrézien.

## Gemeenten
Het kanton Beaulieu-sur-Dordogne omvatte de volgende gemeenten:
- Astaillac
- Beaulieu-sur-Dordogne (hoofdplaats)
- Bilhac
- Brivezac
- La Chapelle-aux-Saints
- Chenailler-Mascheix
- Liourdres
- Nonards
- Puy-d'Arnac
- Queyssac-les-Vignes
- Sioniac
- Tudeils
- Végennes